# Perilissus gilvus
Perilissus gilvus là một loài tò vò trong họ Ichneumonidae.